# Folke Edhake
Charles Folke Edhake, född 8 juli 1902 i Göteborg, död 18 februari 1976 i Högsbo, var en svensk tecknare.
Edhake studerade vid Valands målarskola i Göteborg, samt under studieresor i utlandet. Hans konst består av skärgårdsmotiv från västkusten och landskapsmålningar med djur.
Folke Edhake är begravd på västra kyrkogården i Göteborg.